# 車臣島

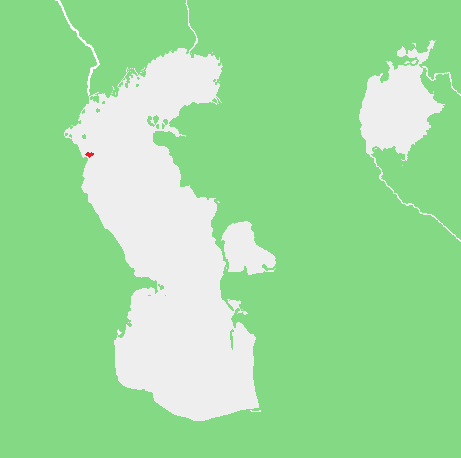

車臣島是俄羅斯的島嶼，位於裡海西北部沿岸，由達吉斯坦共和國負責管轄，長19公里、寬9公里，鄰近海域通常在一月至三月結冰。

## 外部連結
- （页面存档备份，存于）
- Radio operators
- Dagestan[]

43°57′58″N 47°45′22″E / 43.966°N 47.756°E